# Háček (rybaření)

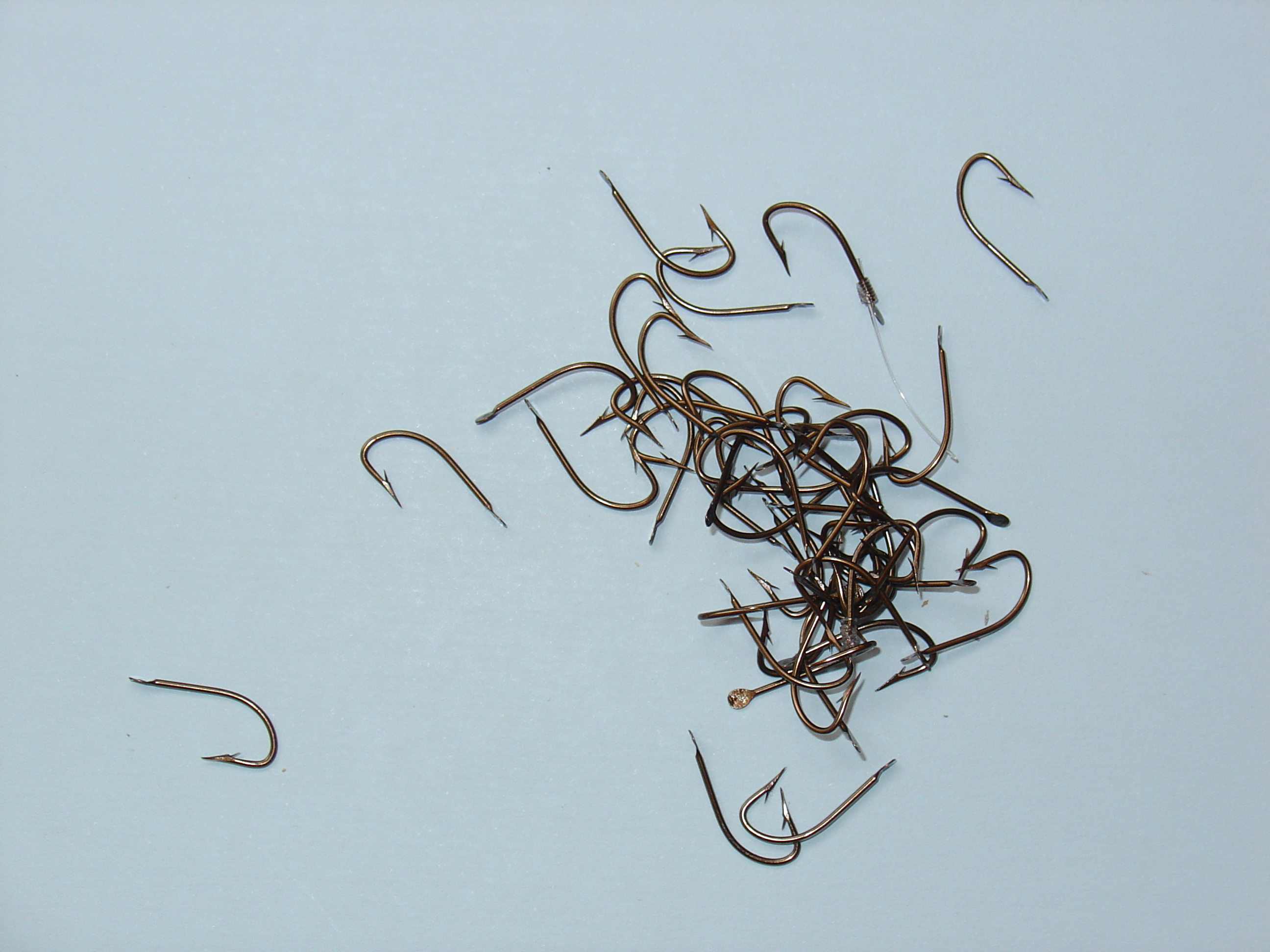
Rybářské háčky

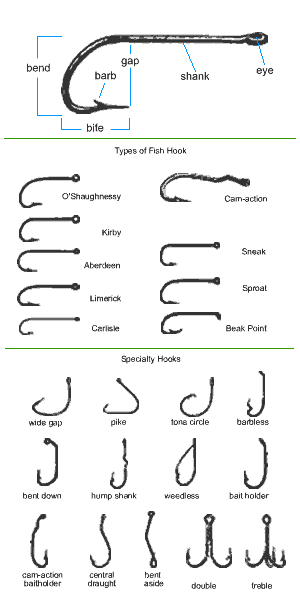
různé typy háčků

Rybářský háček (zastarale také udička) je základní součástí udice, tedy sestavy rybářského vybavení určené k lovu ryb. Připevňuje se speciálním uzlem na vlasec a jeho účelem je zaseknout se v tlamě ryby a umožnit tak její zdolání, neboli vytažení na břeh.
Háčky, vyrobené ze dřeva nebo z kosti se používaly již v pravěku. Později se rozšířily háčky ocelové, které snáze pronikají do rybí tlamy. Většina v současnosti používaných háčků má tzv. protihrot, který zabraňuje jeho vyklouznutí. Někteří rybáři ovšem preferují lov na háčky bez protihrotů jako metodu, která je k rybám šetrnější a dává jim větší šance na únik.

## Rozdělení rybářských háčků

### Podle počtu hrotů
- jednoháčky - nejtypičtější druh háčku, používaný zejména pro lov nedravých ryb
- dvoj- a trojháčky - používané pro lov dravých ryb; při náhlých výpadech ryby po nástraze jsou účinnější než háčky s jedním hrotem

### Podle velikosti
Háčky se číslují dvěma způsoby:

#### Stará stupnice (Redditch)
- 1, 2, 3, …, kde vyšší číslo znamená menší háček; velikost nejmenších prakticky používaných háčků je cca 20

#### Nová stupnice (Kendall)
- 1/0, 2/0, 3/0, …, kde vyšší číslo znamená větší háček

Platí také, že háček č. 1/0 je větší než háček č. 1 atd.
Srovnávací tabulka nejběžnějších háčků
| Stará stupnice   | 20  | 18   | 16  | 14 | 12 | 10  | 8   | 6 | 4  | 2  | 1 ½ | 2/0 | 4/0 | 6/0 | 8/0 | 10/0 |
| Nová stupnice 1) |     | 0000 | 00  | 1  | 3  | 5   | 7   | 9 | 11 | 13 | 15  | 17  | 19  | 21  | 23  | 25   |
| Rozpětí /mm/ 2)  | 2,5 | 3    | 3,5 | 4  | 5  | 5,5 | 6,5 | 7 | 8  | 9  | 11  | 13  | 15  | 17  | 18  | 20   |

Poznámka:1)  Nová stupnice se v praxi používá jen výjimečně, i velikost umělých mušek se označuje velikostí použitého háčku podle staré stupnice. 2) Rozpětí mezi ramínkovou a hrotovou částí háčku, je zaokrouhlenou hodnotou, která se liší podle výrobce háčku.